# Kisberk Imre
Kisberk Imre (Pereszteg, 1906. szeptember 8. – Székesfehérvár, 1982. április 24.) magyar katolikus pap, székesfehérvári püspök.

## Pályafutása
Gimnáziumi tanulmányait Sopronban, a teológiát Székesfehérváron végezte. 1930. június 22-én szentelte pappá Shvoy Lajos püspök. Először Ráckevén volt káplán, majd 1934-től Székesfehérváron hitoktató. 1936-ban Perkáta adminisztrátorává, később plébánosává nevezték ki. 1941-től Ráckeve plébánosa lett, 1949-től székesegyházi kanonok, 1950-től pedig Székesfehérvár–Belváros plébánosa.

### Püspöki pályafutása
1951. március 12-én XII. Piusz pápa christianopolisi címzetes püspökké és székesfehérvári segédpüspökké nevezte ki. 1951. május 3-án szentelték püspökké a székesfehérvári székesegyházban. Még ugyanebben az évben ugyanakkor az állami szervek nyomására Dunabogdány adminisztrátorává nevezték ki (lényegében száműzetésbe került), majd 1957–1958-ban szolgálaton kívül helyeztették. Csak 1958-ban helyezték vissza Székesfehérvár–Belváros plébánosává.
1969. január 23-án, apostoli adminisztrátorként vette át az egyházmegye vezetését, miután az Állami Egyházügyi Hivatal Shvoy Lajos püspök halála után egy teljes évig akadályozta a kinevezését. 1974. február 2-án nevezték ki megyés püspökké. 1971. szeptember 28. és 1974. február 5. között (Mindszenty József Magyarországról való távozásától az érseki székből való felmentéséig) az Esztergomi főegyházmegye vezetését is ellátta apostoli adminisztrátorként. 1970-től 1975-ig az Istentiszteleti Kongregáció tagja, 1973-tól haláláig az Országos Liturgikus Tanács elnöke volt. Működése alatt vezették be a második vatikáni zsinat liturgikus reformját az egyházmegyében. Az Országos Magyar Cecília Társulat elnökeként az egyházi zenéért is felelős volt.
1982. április 10-én vonult nyugállományba. Halála után a székesegyház kriptájában helyezték nyugalomra.